# Eublemma hansa
Eublemma hansa is een vlinder van de familie van de spinneruilen (Erebidae). De wetenschappelijke naam van deze soort is voor het eerst voorgesteld als Micra hansa door Herrich-Schäffer in een publicatie uit 1851.
De soort komt voor in Oekraïne, Europees Rusland, Turkije, Cyprus, Israël, Jordanië en Iran.